# Un amore su misura
Un amore su misura è un film commedia italiano del 2007 scritto, diretto e interpretato da Renato Pozzetto.
La pellicola fu presentata a CINEMA. Festa Internazionale di Roma 2006.

## Trama
La vita dell'ingegnere Corrado Olmi, un uomo di mezza età, è condizionata dalla solita routine, tra il lavoro e l'hobby della pesca; ma un giorno, all'improvviso, sua moglie lo lascia. Corrado sembra non accettare la separazione, fin quando viene contattato da una ditta giapponese. Questa lo informa di averlo selezionato come cavia di un esperimento: la realizzazione di una "donna su misura", Elettra. Dopo una certa riluttanza, Corrado accetta la proposta e gli viene consegnata una donna con le caratteristiche da lui richieste. Ma, a lungo andare, una donna perfetta non gli fa più provare gusto nel rapporto in quanto lei non può provare alcuna gelosia, proprio come lui aveva richiesto. Corrado allora richiede alla ditta di apportare una modifica... ed è l'inizio della fine.

## Riconoscimenti
Monte-Carlo Film Festival de la Comédie 2006: miglior attore (Renato Pozzetto)